# مولد وصاحبه غايب (مسلسل)
مولد وصاحبه غايب مسلسل دراما مصري من بطولة هيفاء وهبي وفيفي عبده وباسم سمرة ومن إخراج شيرين عادل تم عرضة في 18 يونيو 2015. 
 و لم يتم عرض المسلسل في 2013 لوجود بعض المشاكل الإنتاجية ولارتباطات هيفاء وهبي بمسلسل كلام علي ورق للمخرج محمد سامي وفيلم حلاوة روح الذي عرضا في 2014م.
يتناول المسلسل شخصية فتاة فقيرة، تنقلب حياتها رأسا على عقب عند دخولها في عالم رجال الأعمال أثناء فترة النظام السابق، ويتم كشف الأسرار والخبايا عن أعمال الفساد في عصر الرئيس السابق حسني مبارك.